# Свети Четиридесет мъченици (Охрид)
Вижте пояснителната страница за други значения на Свети четиридесет мъченици.
„Свети Четиридесет мъченици Севастийски“ (на македонска литературна норма: „Свети Четириесет Маченици Севастиски“) е средновековна православна църква в град Охрид, Северна Македония. Църквата представлява малък еднокорабен храм, който се намира близо до „Света София“, на улица „Боро Шаин“, между имотите на Луканови и Шанданови. Църквата е в руини. Според запазените фрески се смята, че е от византийския период. Георги Ангеличин Жура смята, че живописта е от втората половина на XIII век. Правят се усилия за възобновяване на църквата.